# Antonie Schneider
Antonie Schneider (geboren 1954 in Mindelheim im Allgäu) ist eine deutsche Jugendbuchautorin.

## Leben
Nach Klosterschule und Studium arbeitete Antonie Schneider einige Jahre als Lehrerin und veröffentlichte ihren ersten Gedichtband zusammen mit der koreanischen Künstlerin Martha S.W. Lee. Sie unternahm viele Auslandsreisen. Danach war sie längere Zeit in einem Verlag tätig.
1993 erschien ihr erstes Kinderbuch im Kinderbuch Verlag Berlin, Ich bin ich und wer bist du?, das 2004 im Aufbau Verlag Berlin von Ute Blaich neu herausgegeben wurde als Kleiner König, wer bist du? mit Illustrationen von Isabel Pin und den Luchs des Monats Nr. 213 erhielt.
Schneider hat mehr als 70 Bücher veröffentlicht, darunter Lyrik für Kinder und Erwachsene. Ihrer Werke wurden in 22 Sprachen übersetzt. 
Neben dem Schreiben für Kinder beschäftigt sie sich mit den Fragen nach Ursprung und Sinn von Sprache und Poesie. Schneider schreibt Texte für Zeitgenössische Musik, die bereits in Würzburg 2019, Krefeld 2021 und Düsseldorf 2022 uraufgeführt wurden.
Antonie Schneider lebt als freie Autorin im Dreiländereck und arbeitet für ihre Projekte auch mit bildenden Künstlern und Musikern zusammen.

## Bibliographie

### Kinder- und Jugendliteratur (Auswahl)
- Ich bin ich und wer bist du? Ill. v. Karl-Heinz Appelmann. Kinderbuch Verlag Berlin 1993
- Schatzsuche und Finderglück. Illustrationen: Nathalie Duroussy. 1995
- Ich bin der kleine König. Illustrationen: Christa Unzer. 1995.
- Ritter Brumm. Ill. v. Ulrike Mühlhoff. Nord-Süd Verlag Gossau 1995
- Floris Weihnachtstraum. Ill. v. Annegert Fuchshuber. Ravensburger Verlag 1995
- Alles Gute zum Geburtstag: Mein 2./3./4./5. Geburtstag. Ravensburger Verlag 1995
- Der Geburtstags-Bär. Illustrationen: Uli Waas. 1996
- Die wunderbare Reise des Jungen. Roman. Middelhauve München 1996 tabu ph
- Lea und König Wuff. Roman. Middelhauve Kinderbibliothek München 1997
- Der Nikolaussack. Ill. Annegert Fuchshuber. Ravensburger Verlag 1997
- Das Buch vom Schaf. Ill: Emiglio Urberuaga. 1997
- Das Buch vom Nashorn. Ill. Emiglio Urberuaga
- Das Buch vom Walfisch. Patmos Verlag Düsseldorf 1997–1998
- Leb wohl, Chaja!. Illustrationen: Maja Dusíková. 1998.
- Gustl Löwenmut. Illustrationen: Cristina Kadmon. 1998.
- Rosie und der Riese. 1998.
- Kleiner Hase, Osterhase. Ill. Roser Rius, Ravensburger Verlag 1998
- Eine Taube für Bollibar. Illustrationen: Uli Waas 1999
- Das Zirkuspony ist mein Freund. Ill. v. Bozena Jankowska. Nord-Süd Verlag Gossau 1999
- Sankt Martin und der kleine Bär. Illustrationen: Maja Dusikova. 2000
- Oskars Weihnachtstraum. Illustrationen: Uli Waas. 2001
- Der kleine Bär und der Stern. Ill. v. Anne Le Touzè. Coppenrath Verlag Münster 2000
- Ich kann nicht schlafen, sagte die kleine Maus. Ill. v. Eugen Sopko. Nord-Süd Verlag Gossau 2001
- Du bist die liebste kleine Maus. Ill. v. Quentin Grèban. Nord-Süd Verlag Gossau, Edition Jürgen Lassig 2003
- Lea und König Wuff. Hanser dtv 2002
- Die Geschichte vom Heiligen Nikolaus. Ill. von Wasyl Bagdaschwili, Coppenrath Verlag Münster 2003.
- Kleiner König, wer bist du?. Illustrationen: Isabel Pin. Aufbau Verlag, Berlin 2004
- Wann ist endlich Weihnachten?. Illustrationen: Maja Dusíková. Nord-Sud Verlag 2004
- Die Amsel und der Papagei. Illustrationen: Josef Wilkon, Bohem, 2004
- Die Geschichte von Sankt Martin. Ill. v. Wasyl Bagdaschwili, Coppenrath Verlag Münster 2004
- Still und leise kommt der Sandmann. Illustrationen: Ulrike Mülhoff. Coppenrath, Münster 2005
- Jako. Bajazzo Verlag. Ill. von Ulrike Möltgen Zürich 2006.
- Petö der Zauberer. Illustrationen: Renate Grünewald. Freies Geistesleben, 2005
- Die Verwandlung. Illustrationen: Helga Bansch. Bloomsbury, 2005
- Die Geschichte von den Heiligen Drei Königen. Ill. Wasyl Bagdaschwili. Coppenrath Verlag 2005
- Fuchs und Gans. Illustrationen: Helga Bansch, Bajazzo Verlag 2006.
- Meine ersten Geschichten aus der Bibel. Ill. v. Miriam Cordes. Verlag Friedrich Oetinger 2006
- Rosalies allergrößter Schatz. Ill. v. Martina Badstuber. Annette Betz Verlag 2006
- Lina und der Weihnachtsstern. Ill. v. Anna Luchs NordSüd Verlag 2006
- Montags Engelchen. Ill. v. Helga Bansch. Verlag Bloomsbury Berlin 2007
- Eine Weihnachtsgeschichte oder die Drei Fragen. Ill. v. Dusan Kallay. Bohem Press Zürich 2007
- Die Arche Noah. Ill. v. Wasyl Bagdaschwili. Coppenrath Verlag 2008
- Bananen sind dumm, aber nicht krumm. Ill. v. Isabelle Pin. Aufbau Verlag Berlin 2008
- Kamel bleibt Kamel – Äsops Bilderbogen. Illustrationen: Aljoscha Blau. Residenz Verlag, St. Pölten 2009, ISBN 978-3-7017-2056-9
- Kleiner Löwe, willst du den König sehen? Ill. v. Maja Dusikovà Bloomsbury 2009
- Ein Himmel für Oma. Ill. v. Betina Gotzen-Beek. Coppenrath Verlag 2010
- Es war einmal in Betlehem... Ill. v. Francesca Carabelli. Coppenrath Verlag Münster 2010
- Rosalinas Buch vom Glück. Ill. v. Angelika Kaufmann. Verlag Bibliothek der Provinz, Weitra 2010, ISBN 978-3-85252-503-7
- Kartoffeln in Pantoffeln. Ill. von Isabelle Pin. Aufbau Verlag 2011
- Max fliegt. Ill. von Alexandra Junge. Aufbau Verlag 2012
- Mein großes Bibel-Wimmelbuch. Ill. v. Melanie Brockamp, Coppenrath Verlag 2012
- Herr Glück und Frau Unglück. Ill. v. Susanne Strasser, Thienemann Verlag 2013
- Träum schön, kleine Schaf. Ill. v. Daniela Chudinzki. Thienemann Verlag 2013
- Mein buntes Blumenfest. Ill. v. Silke Leffler, Nilpferd bei Residenz 2014
- Ist IDA da? Ill. v. Julie Völk, Verlag Mixtvision 2016
- Der kleine Bär und der Weihnachtsstern, Nilpferd. G&G Verlag Wien 2017
- Das Buch vom Schaf. Ill. v. Marion Goedelt. Verlag Bibliothek der Provinz, Weitra 2018, ISBN 978-3-99028-708-8
- Weihnachten ist für alle da. Ill. v. Jana Walczyk. Nilpferd. G&G Wien 2018
- Amsel & Papagei. Ill. v. Jana Walczyk. Nilpferd. G&G Wien 2019
- Ich kann`s, sagte der kleine Spatz. Ill. v. Jana Walczyk G&G Wien 2020
- Ein Weihnachtsbaum für das Rotkehlchen. Ill. v. Jana Walczyk. Nilpferd. G&G Wien 2022
- Wem gehört der Schnee? Ill. v. Pei-Yu Chang. NordSüd Verlag Zürich 2020
- Es flattert und singt, Gedichte und mehr und alles für Kinder. Hrsg. Christine Knödler. Ill. v. Marion Goedelt Reihe hanser dtv 2020
- Das große Weihnachts-Wunderbuch – Mit Gedichten und Geschichten, Liedern und Rezepten, Kreativideen und vielem mehr. Illustration: Silke Leffler. dtv Reihe Hanser, München 2021.[1]

## Auszeichnungen
- 1998 Auswahlliste  „Book of the Year 1998“ (USA)
- 1999 Prix Chronos, Frankreich zusammen mit Illustrationen von Maja Dusikovà für Leb wohl, Chaja
- 1998 Child Magazine Best Children’s Book, USA
- 1999 und 2000 National Parenting Publications Award, USA
- 1999/2000 American Bookseller Pick of the Lists, USA zusammen  mit Illustrationen von Uli Waas für Der Geburtstagsbär
- 2004 Luchs (Nr. 213) zusammen mit Illustrationen von Isabel Pin für Kleiner König, wer bist du?
- 2006 Die besten 7 für Monat März für The White Ravens
- 2007 Buch des Monats Dezember, Deutsche Akademie für Kinder- und Jugendliteratur zusammen mit Illustrationen von Dusan Kallay für Eine Weihnachtsgeschichte oder die Drei Fragen
- 2008 Kröte des Monats Juni
- 2008 Empfehlungsliste „Die besten 7“ des Deutschlandfunks  zusammen mit Illustrationen von Isabel Pin für Bananen sind krumm, aber nicht dumm
- 2009 Esel des Monats Oktober, Zeitschrift Eselsohr
- 2009 Kinderbuch des Monats November. Deutsche Akademie für Kinder- und Jugendliteratur e.V. Volkach
- 2009 „Bestes aus dem Büchermeer“ Oktober 2009, Leselotse Jury, Buchjournal
- 2009 „Schönstes Kinderbuch Österreich 2009“
- 2010 Auswahlliste des Österreichischen Staatspreises für Kinder- und Jugendliteratur zusammen mit Illustrationen von Aljoscha Blau für Äsops Bilderbogen Kamel bleibt Kamel
- 2014 Kinderbuch des Monats Mai, Deutsche Akademie für Kinder- und Jugendliteratur für „Mein buntes Blumenfest“
- 2017 Empfehlungsliste „Die besten 7“ des Deutschlandfunkkultur, Monat Juli für „Ist IDA da?“
- 2017 Kinderbuch des Monats August, Deutsche Akademie für Kinder- und Jugendliteratur für „Ist IDA da?“
- 2017 Esel des Monats September 2017
- 2019 Buch des Monats November, STUBE Wien, Religion im Kinderbuch für „Wem gehört der Schnee?“
- 2020 KIMI Siegel, www.kimi-siegel.de
- 2020 OPEN AWARD Taiwan für „Wem gehört der Schnee?“